# Rajd Antibes 2000
Rajd Antibes 2000 (35. Rallye d'Antibes - Rallye d'Azur) – 35 edycja rajdu samochodowego Rajd Antibes rozgrywanego we Francji. Rozgrywany był od 27 do 29 października 2000 roku. Była to czterdziesta dziewiąta runda Rajdowych Mistrzostw Europy w roku 2000 (rajd miał najwyższy współczynnik - 20). Składał się z 16 odcinków specjalnych.

## Klasyfikacja rajdu
| Miejsce                         | Kierowca                     | Pilot                        | Samochód                     | Czas                         | Strata                       |                              |
| Klasyfikacja generalna i ERC    | Klasyfikacja generalna i ERC | Klasyfikacja generalna i ERC | Klasyfikacja generalna i ERC | Klasyfikacja generalna i ERC | Klasyfikacja generalna i ERC | Klasyfikacja generalna i ERC |
| ------------------------------- | ---------------------------- | ---------------------------- | ---------------------------- | ---------------------------- | ---------------------------- | ---------------------------- |
| 1.                              | Serge Jordan                 | Patrick Pivato               | Renault Mégane Maxi          | 3:30:21.1                    | 0.0                          |                              |
| 2.                              | Jérôme Galpin                | Arnaud Delebecque            | Subaru Impreza S5 WRC '98    | 3:31:49.0                    | +1:27.9                      |                              |
| 3.                              | Dominique De Meyer           | Eric Fouillat                | Renault Mégane Maxi          | 3:36:37.8                    | +6:16.7                      |                              |
| 4.                              | Isolde Holderied             | Uta Baust                    | Toyota Corolla WRC           | 3:37:33.7                    | +7:12.6                      |                              |
| 5.                              | Cédric Robert                | Marie-Pierre Billoux         | Peugeot 106 Maxi             | 3:38:04.5                    | +7:43.4                      |                              |
| 6.                              | Olivier Moni                 | Stéphane Arnaud              | Peugeot 106 S16              | 3:57:06.3                    | +26:45.2                     |                              |
| 7.                              | Eric Ballaire                | Jean-Jacques Fradin          | Citroën Saxo Kit Car         | 3:57:25.0                    | +27:03.9                     |                              |
| 8.                              | Julien Reisdorf              | Mathieu Reisdorf             | Renault Clio Williams        | 3:58:51.4                    | +28:30.3                     |                              |
| 9.                              | Bruno Zonta                  | Roger Lassalle               | Peugeot 106 S16              | 4:01:23.4                    | +31:02.3                     |                              |
| 10.                             | Valéry Klein                 | Frédéric Judon               | Opel Astra OPC               | 4:01:43.8                    | +31:22.7                     |                              |
| Klasyfikacja mistrzostw Francji |                              |                              |                              |                              |                              |                              |
| 1.                              | Serge Jordan                 | Patrick Pivato               | Renault Mégane Maxi          | 3:30:21.1                    | 0.0                          |                              |
| 2.                              | Jérôme Galpin                | Arnaud Delebecque            | Subaru Impreza S5 WRC '98    | 3:31:49.0                    | +1:27.9                      |                              |
| 3.                              | Dominique De Meyer           | Eric Fouillat                | Renault Mégane Maxi          | 3:36:37.8                    | +6:16.7                      |                              |
| 4.                              | Cédric Robert                | Marie-Pierre Billoux         | Peugeot 106 Maxi             | 3:38:04.5                    | +7:43.4                      |                              |
| 5.                              | Olivier Moni                 | Stéphane Arnaud              | Peugeot 106 S16              | 3:57:06.3                    | +26:45.2                     |                              |
| 6.                              | Eric Ballaire                | Jean-Jacques Fradin          | Citroën Saxo Kit Car         | 3:57:25.0                    | +27:03.9                     |                              |
| 7.                              | Julien Reisdorf              | Mathieu Reisdorf             | Renault Clio Williams        | 3:58:51.4                    | +28:30.3                     |                              |
| 8.                              | Bruno Zonta                  | Roger Lassalle               | Peugeot 106 S16              | 4:01:23.4                    | +31:02.3                     |                              |
| 9.                              | Valéry Klein                 | Frédéric Judon               | Opel Astra OPC               | 4:01:43.8                    | +31:22.7                     |                              |